# Florian Wünsche

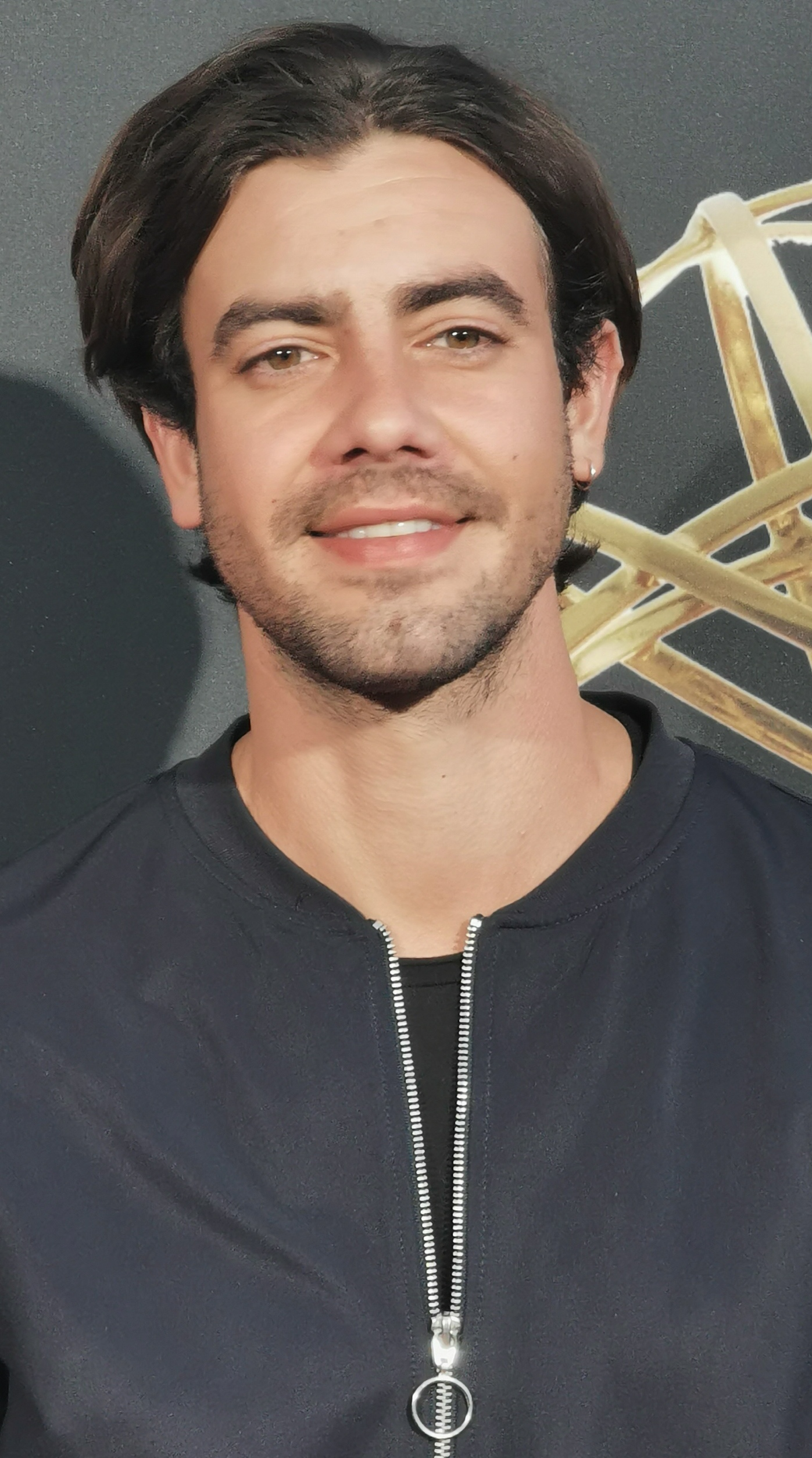
Florian Wünsche (2023)

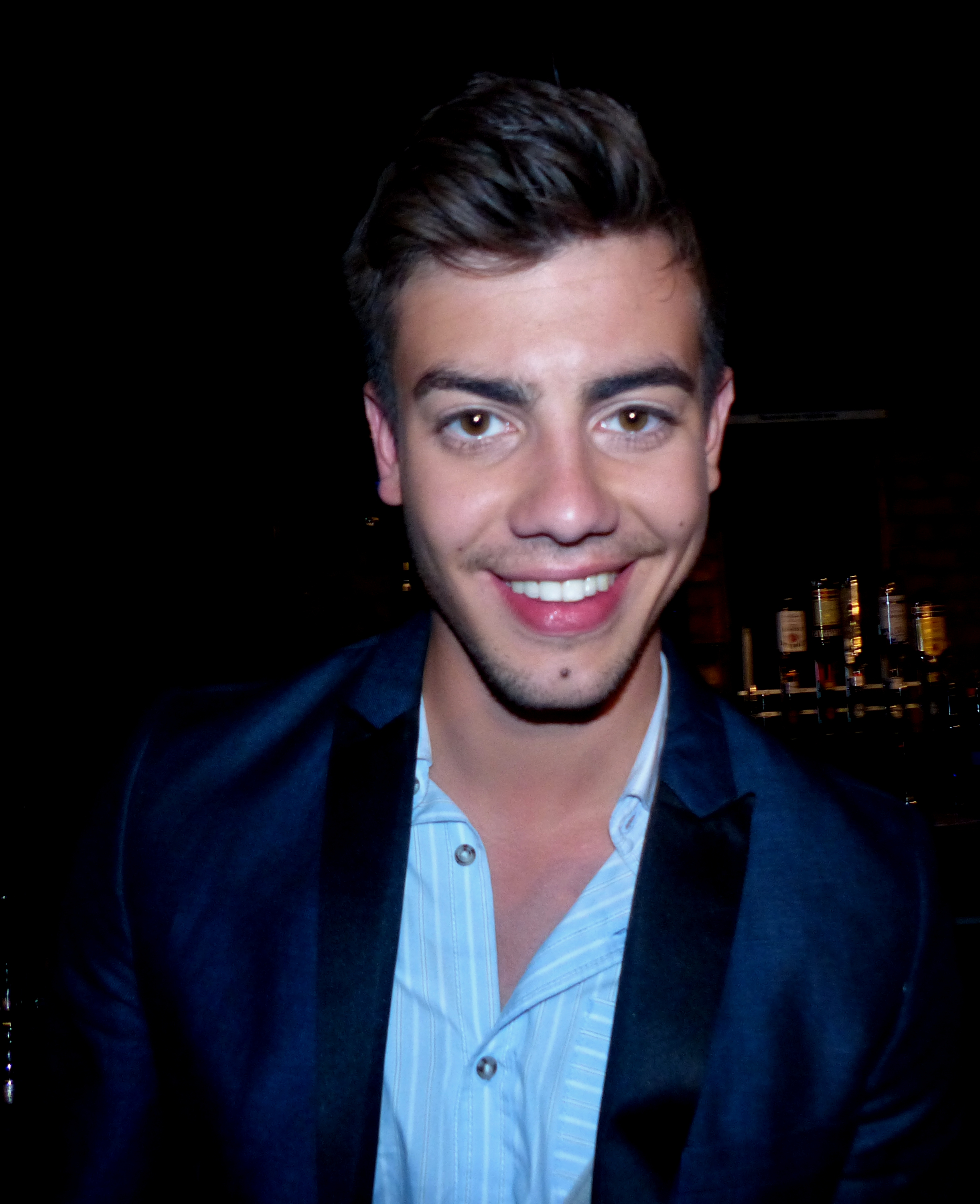
Florian Wünsche (2013)

Florian Wünsche auf der KiKA-Sommertour 2008

Florian Wünsche (* 18. Juli 1991 in Erfurt) ist ein deutscher Schauspieler.

## Leben
Nach seiner schulischen Ausbildung an der Kooperativen Gesamtschule Am Schwemmbach, Erfurt, dem Sportgymnasium in Jena (Sportart: Judo) und dem Gutenberg-Gymnasium Erfurt bestand Florian Wünsche im Jahr 2011 sein Abitur.
Als Jugendlichen konnte man ihn im international preisgekrönten Kinderfilm Wer küsst schon einen Leguan? (2003), in der Kinderserie Ein Engel für alle (2005–2006) und als Bösewicht Andi im MDR-Kinderkrimi KRIMI.DE – Bitte recht freundlich!, sehen. Bekannt wurde der Schauspieler zwischen 2008 und 2010 durch die Rolle des Manuel Siewert in der Kinder- und Jugendserie Schloss Einstein.
2008 saß Wünsche in der Jury von KiKA LIVE – Bester Schauspieler gesucht.
Von  2011 bis zur Einstellung der Serie im Jahr 2015 stand er als Emilio Sanchez für die ARD-Seifenoper Verbotene Liebe vor der Kamera. Seit Dezember 2015 spielt Wünsche in der ZDF-Serie SOKO Stuttgart den Rechtsmediziner Dr. Benedikt Förster.
2017 wurde er Hauptdarsteller in der Video-Novela Nicos Weg, einem Sprachlernkurs der Deutschen Welle mit mehr als 200 Folgen.
Florian Wünsche unterstützte als Botschafter die Stiftung  Ambulantes Kinderhospiz München (AKM).

## Filmografie (Auswahl)
- 2002: Vorsicht – Keine Engel
- 2003: Wer küsst schon einen Leguan?
- 2005: Ein Engel für alle – Feueralarm
- 2006: Ein Engel für alle – Der Riesenkerl
- 2006: Krimi.de – Bitte recht freundlich!
- 2007–2010: Schloss Einstein (Fernsehserie, 150 Folgen)
- 2010: dasbloghaus.tv
- 2010: Drehfertig! (Studentenprojekt)
- 2010: Krimi.de – Muskelspiele
- 2011: Höstel (Kurzfilm)
- 2011–2015: Verbotene Liebe (Folgen 3869–4664)
- 2012: SOKO Stuttgart – Familienbande
- 2015: Dr. Klein – Schuld
- seit 2015: SOKO Stuttgart (Fernsehserie)
- 2016: Rosamunde Pilcher – Ex & Liebe
- 2016: Das Märchen vom Schlaraffenland (ARD-Märchenfilm)
- 2017: Bad Sheriff (Kurzfilm)
- 2017: Bettys Diagnose – Verlustängste
- 2017: Nicos Weg (Deutsch Lernen)
- 2018: Das Boot – Geheime Missionen
- 2019:  Kroymann (Satiresendung, 1 Folge)
- 2019: Sommerseiten
- 2020: WaPo Bodensee – Echte Freunde
- 2022: The Kids Turned Out Fine
- 2024: Raub ihren Atem

## Theater
- 2011: Equus (als Psychiater Martin Dysart) – Regie: Lutz Pockel